# Kiki et Aliène
Kiki et Aliène est une série de bande dessinée française de Paul Martin et Nicolas Hubesch pré-publiée dans le magazine jeunesse Astrapi. Kiki et Aliène sont deux extra-terrestres, qui, dans un voyage dans l'univers, on décidé de faire une longue escale sur Terre.

## Personnages
Dans la BD, les personnages sont :
- Kiki : le petit extraterrestre, il adore la culture terrienne et adopte parfois des animaux, comme Attila le canard (voir ci-dessous)
- Aliène : il déteste la culture terrienne, il aime chasser et jouer aux jeux vidéos.
- Attila : le canard de Kiki, il apparaît dans les épisodes récents.

## Tomes
1. Touristes venus d'ailleurs, Montrouge, BD Kids, 29 janvier 2014, 60 p. (ISBN 978-2-7470-4960-3)
2. Coucou, c'est encore nous !, Montrouge, BD Kids, 7 janvier 2015, 60 p. (ISBN 978-2-7470-5298-6)
3. Le plein de vitamines, Montrouge, BD Kids, 3 février 2016, 60 p. (ISBN 978-2-7470-5922-0)
4. Opération camouflage, Montrouge, BD Kids, mars 2017, 60 p. (ISBN 979-1-0293-0988-5)